# إدوارد بانستر
إدوارد بانستر (بالإنجليزية: Edward Bannister)‏ هو قاضي ومحامي بريطاني، ولد في 1942.